# Principe de projection
 (mai 2008).
Si vous disposez d'ouvrages ou d'articles de référence ou si vous connaissez des sites web de qualité traitant du thème abordé ici, merci de compléter l'article en donnant les références utiles à sa vérifiabilité et en les liant à la section « Notes et références ».
Le principe de projection appartient à la théorie des grammaires dans le cadre de la linguistique générative. Elle permet de rendre compte de l'hypothèse selon laquelle les propriétés lexicales déterminent la forme syntaxique. On parle alors de la réalisation syntaxique des dépendances lexicales.

## Formulation
- Si β est un constituant immédiat de γ au niveau Li et γ = α', alors α Θ-marque (lire théta-marque) β en γ.
- Si α sélectionne β en γ comme propriété lexicale, alors α sélectionne β et γ au niveau Li.
- Si α sélectionne β en γ au niveau Li, alors α sélectionne β en γ au niveau Li.

## Interprétation
Selon ce principe, l'information lexicale est préservée au niveau de la structure de surface et au niveau de la forme logique après l'application des transformations (déplacements d'éléments au sein de la structure).

## Application
Si on prend le verbe casser dont la sous-catégorisation est [_{\displaystyle {\bar {\bar {N}}}}] (le verbe casser doit être impérativement suivi d'un complément d'objet nominal), on a :

- John casse le verre.
- John casse quoi ? (structure profonde)
- Quk 'est-ce que John casse τk (structure de surface)
- Quk 'est-ce que John casse τk (forme logique)

En structure profonde, la position objet est occupée par le mot-qu c’est-à-dire ([ _ quoi]). Cette forme est remplacée en structure de surface par la trace τk et le mot quoi est déplacé devant le verbe.

Ainsi, l'information lexicale du verbe casser ([ _ {\displaystyle {\bar {\bar {N}}}}]) est préservée en structure de surface puisqu'elle est remplie par le mot quoi.

## Conséquence
De ce principe de projection découle la théorie des traces sur les transformations de mouvement (c'est-à-dire lorsqu'il y a mouvement d'un élément lexical).
En d'autres termes, la position de l'élément lexical déplacé de l'exemple est remplie par une trace, ce qui revient à dire que la position de quoi dans la structure profonde est remplacée en structure de surface par la trace τk